# Dorothy Salisbury Davis
Dorothy Salisbury Davis (Chicago, 26 aprile 1916 – Palisades, 3 agosto 2014) è stata una scrittrice statunitense.

## Biografia
Prima di iniziare la carriera di scrittrice, lavorò nella pubblicità, come bibliotecaria e come editor per The Merchandiser. Fu sposata con l'attore Harry Davis dal 1946 al 1993, anno in cui lui morì.
Pubblicò molti romanzi e racconti. Scrisse due serie (Mrs. Norris e Julie Hayes), ma la maggior parte dei suoi libri non fa parte di una serie. I suoi romanzi si basano sulla suspense psicologica e fanno entrare i lettori nella mente dei personaggi femminili, in particolare quando queste stanno affrontando un pericolo o una crisi.
Ebbe otto candidature agli Edgar Award, fu presidente del Mystery Writers of America nel 1956 e vinse un Grand Master Award nel 1985. Nel 1986 fece parte del comitato direttivo della neonata associazione Sisters in Crime.

## Opere

### Serie di Mrs. Norris
- A Gentleman Called (1958)
- Old Sinners Never Die (1960)
- Death of an Old Sinner (1961)

### Serie di Julie Hayes
- A Death in the Life (1976)
- Scarlet Night (1980)
- Lullaby of Murder (1984)
- The Habit of Fear (1987)

### Romanzi
- The Judas Cat (1949)
- A Gentle Murderer (1951)
- A Town of Masks (1952; ristampato nel 2001)
- The Clay Hand (1952)
- Black Sheep, White Lamb (1964)
- The Pale Betrayer (1965)
- Enemy and Brother (1967)
- God Speed the Night (1969) (con Jerome Ross)
- Where the Dark Streets Go (1970)
- Crime without Murder (1972)
- Shock Wave (1974)
- Little Brothers (1974)
- In the Still of the Night (2001)

### Raccolte
- Tales for a Stormy Night (1984)

### Racconti
- Spring Fever (1952)
- A Matter of Public Notice (1957)
- The Muted Horn (1957)
- Mrs. Norris Visits the Library (1959)
- By the Scruff of the Soul (1963)
- Lost Generation (1971)
- Old Friends (1975)
- The Last Party (1980)
- The Devil and His Due (1981)
- Natural Causes (1983)
- Justina (1989)
- A Silver Thimble (1990)
- The Puppet (1991)
- To Forget Mary Ellen (1992)
- Now Is Forever (1994)
- Miles to Go (1996)
- The Scream (1998)
- Hank's Tale (2000)
- The Letter (2002)